# تومي تينان
تومي تينان (بالإنجليزية: Tommy Tynan)‏، من مواليد 17 نوفمبر 1955، لاعب كرة قدم إنجليزي سابق، ومدرب كرة قدم إنجليزي سابق.
لعب مع عدد من الأندية منها نادي ليفربول وشيفيلد وينزداي ونيوبورت كونتي.